# Famous Studios

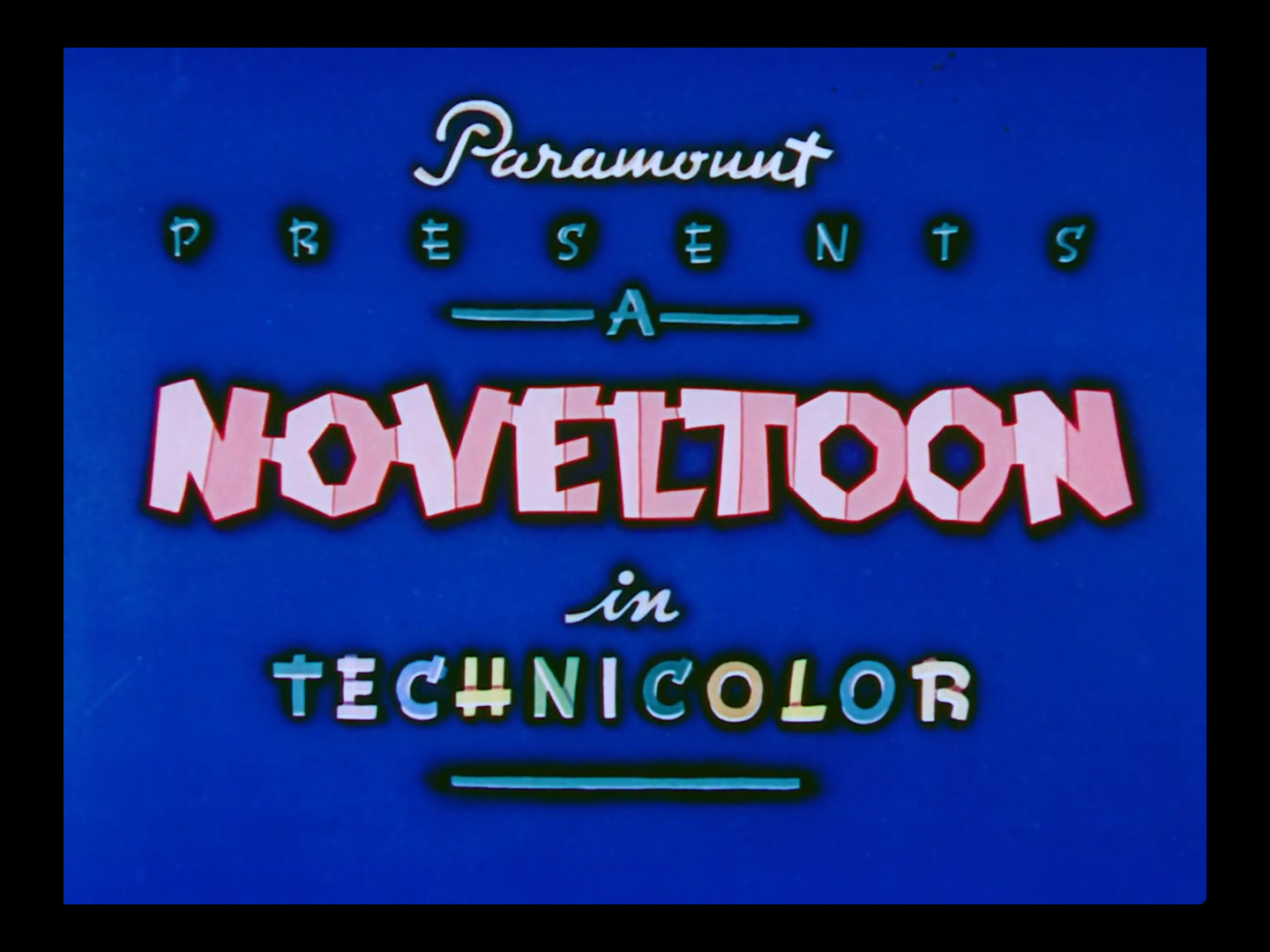
Presentación de los cortometrajes animados de Noveltoons.

Famous Studios fue el estudio de animación creado por Paramount Pictures después de que Fleischer Studios fuera cerrado y los hermanos Max y Dave Fleischer despedidos en 1942.
Aunque mantenía a muchos de los empleados del estudio anterior, los fanáticos de la animación e historiadores afirman que el estilo cambió rápidamente. Muchos criticaron el nuevo estilo por estar muy orientado a los niños y dejar de lado la visión artística y sofisticación de antes.
Las series que continuaron siendo producidas fueron:
- Popeye el marino
- Superman
- Screen Songs (producido nuevamente en 1947)

Algunas de las nuevas series creadas fueron:
- Baby Huey
- Casper
- Herman y Katnip
- La pequeña Lulú (que fue reemplazada por Little Audrey)
- Kartunes
- Noveltoons
- Swifty and Shorty
- Sir Blur
- Laddy and his Lamp
- Honey Mediabrujita
- Nudink

En 1955, Paramount vendió la mayoría de sus cortometrajes anteriores a 1951, exceptuando Popeye y Superman, a U.M.&M. T.V. Corp. para la distribución televisiva. Los dibujos animados de Popeye fueron adquiridos por Associated Artists Productions (a.a.p.), y Superman por Motion Pictures, productores de la serie de televisión.
En 1959, Paramount vendió los dibujos animados restantes y los derechos de autor a Harvey Comics. Desafortunadamente, sus intentos por reemplazar a los personajes clásicos no resultaron. A finales de 1967, incluso la contratación de la joven promesa Ralph Bakshi, quien produjo varios dibujos animados experimentales, no pudo prevenir que el estudio fuera cerrado.